# Марченко, Александр Игнатьевич
Александр Игнатьевич Марченко (род. 23 июня 1937) — советский деятель, новатор производства, бригадир монтажников Харьковского домостроительного комбината № 1 комбината «Харьковжилстрой». Полный кавалер ордена Трудовой Славы. Кандидат в члены ЦК КПУ в 1981—1990 г.

## Биография
С 1953 года — ученик Днепродзержинской школы фабрично-заводского обучения, монтажник Днепропетровского управления «Стальмонтаж». Служил в Советской армии.
В 1959—1961 годах — монтажник Днепропетровского специализированного управления № 101, Никопольского строительного управления № 109, Управления начальника работ № 428, треста № 88 в Днепропетровской области.
С 1961 года — монтажник, бригадир монтажников, бригадир комплексной бригады строительного управления № 3 Харьковского домостроительного комбината № 1 комбината «Харьковжилстрой».
Член КПСС с 1965 года. Новатор производства. Способствовал созданию и внедрению новой эффективной техники, высокопроизводительных технологических процессов, освоению новых серий крупнопанельных домов.
Потом — на пенсии в городе Харькове.

## Награды
- орден Трудового Красного Знамени
- Орден Трудовой Славы I ст. (7.01.1983)
- Орден Трудовой Славы II ст. (12.05.1977)
- Орден Трудовой Славы III ст. (21.04.1975)
- медали
- лауреат Государственной премии Украинской ССР (1978)